# Fiodor Solntsev
Fiodor Grigorievitch Solntsev (en russe : Фёдор Григорьевич Солнцев), né au village de Vierkhnié-Nikoulskoïé (près de Rybinsk), le 26 avril 1801 et mort à Saint-Pétersbourg, le 15 mars 1892, est un archéologue et peintre russe, fameux pour avoir représenté, dans son ouvrage Antiquités de la terre de Russie (Древности Российского государства), de nombreuses pièces archéologiques conservées aujourd'hui au palais des Armures du Kremlin de Moscou, ainsi que des costumes populaires typiques de l'Empire russe.

## Biographie
Solntsev est originaire d'une famille de serfs affranchis par leur seigneur, le comte Moussine-Pouchkine, et ses dons sont reconnus à un âge tendre, si bien qu'il entre avec une bourse à l'Académie des beaux-arts de Saint-Pétersbourg en 1815, où il développe ses talents de peintre et reçoit son diplôme en 1824. Il peint des pièces archéologiques et des œuvres d'art anciennes en se mettant au service du président de l'Académie, Alexeï Olénine. Solntsev commence son travail avec le trésor de la principauté de Riazan, mis au jour en 1822, et avec des objets venus de la mer Noire conservés à l'Ermitage, encore non ouvert au public.
Le patronage d'Olénine fut fondamental pour la carrière de Solntsev, et le jeune homme fut ainsi en lien avec le cercle Olénine composé de personnalités comme Pouchkine (rentré récemment de son exil provincial), Joukovski, Gneditch, Krylov, Brioullov et d'autres.
En 1830, Solntsev est envoyé voyager dans l'Empire russe pour décrire, répertorier et représenter les us et coutumes du peuple russe et des cultures assujetties à l'ancien Empire du tzar de Moscou. Solntsev passe cinq ans à étudier, cataloguer (parfois de façon erronée) et à les dépeindre. Le patrimoine artistique moscovite entier, des collections du Kremlin aux œuvres contenues dans les cathédrales, sont méticuleusement annotées.
Parallèlement à son travail moscovite, Solntsev visita, selon le plan de travail rédigé par Olénine, les cathédrales de Vladimir, la cathédrale Saint-Georges de Iouriev-Polski et le monastère de la Trinité-Saint-Serge à Serguiev Possad. En 1832, il s'occupe du trésor de Riazan et, l'année suivante, il est à Veliki Novgorod pour étudier la cathédrale. C'est à la même époque que l'artiste commence à peindre les costumes typiques des habitants de Riazan et d'autres provinces, Torjok, Tver et Belozersk.

## Quelques publications
- «Памятники Московской древности» (Les Monuments des antiquités moscovites)
- « Древности Российского государства » (Les Antiquités de la terre de Russie), 1846-1853
- Livres illustrés pour la famille impériale :
  - Молитвослов для императрицы Александры Федоровны, жены Николая I (Livre de prières pour l'impératrice Alexandra Fiodorovna, épouse de Nicolas Ier);
  - Молитвослов для императрицы Марии Александровны, жены Александра II (Livre de prières pour l'impératrice Maria Alexandrovna, épouse d'Alexandre II);
  - Молитвенники ангелам-хранителям для великих княгинь Марии Николаевны, Ольги Николаевны и Марии Александровны (Prières aux anges-gardiens pour les grandes-duchesses Maria Nikolaïevna, Olga Nikolaïevna et Maria Nikolaïevna);
  - Жития избранных святых (Vies choisies de saints);
  - Праздники в Доме Православного Царя Русского (Fêtes de la Maison du tsar orthodoxe russe);
  - Житие Сергия Радонежского; Служба святой Марии Магдалине (Vie de saint Serge de Radonège : Liturgie de sainte Marie-Madeleine);
  - Русские святые, предстатели перед Богом за царя и святую Русь (Saints russes, intercesseurs devant Dieu pour le tsar et la Sainte Russie);
  - Знаменательные дни в Доме императора Александра III (Jours notables dans la Maison de l'empereur Alexandre III).

- Mémoires: «Моя жизнь и художественно-археологические труды» (Ma vie et mes travaux artistico-archéologiques)

## Illustrations

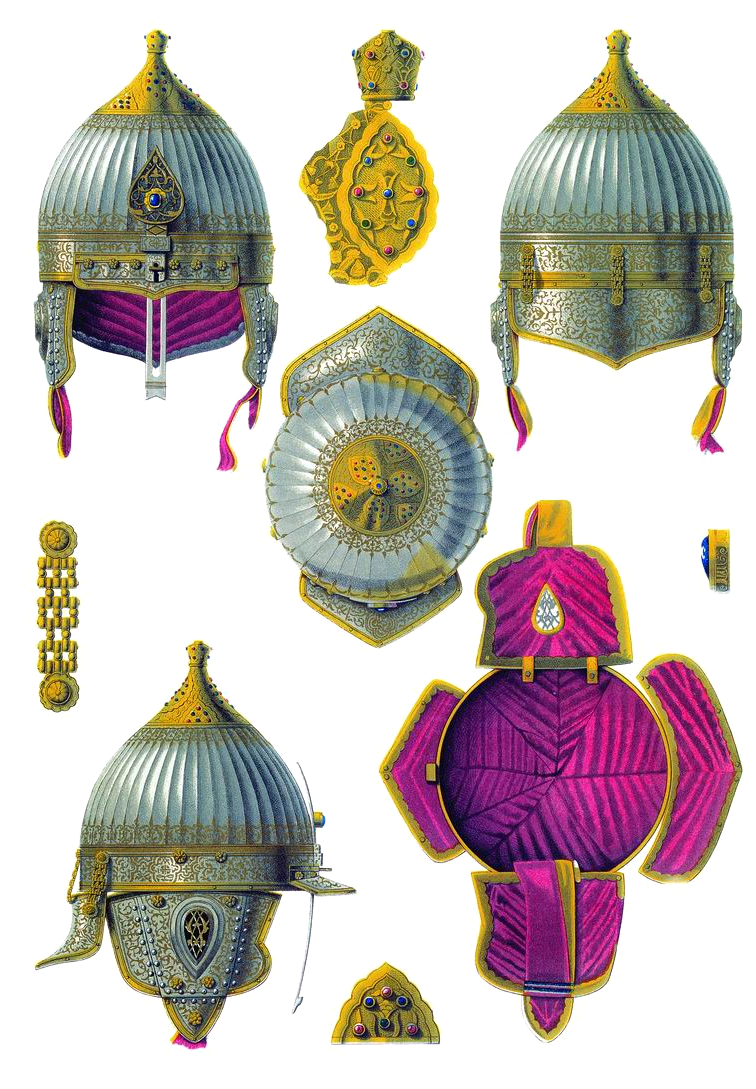
Heaumes du tzar Alexis Ier de Russie - in Древности Российского государства (Antiquités de la terre de Russie)
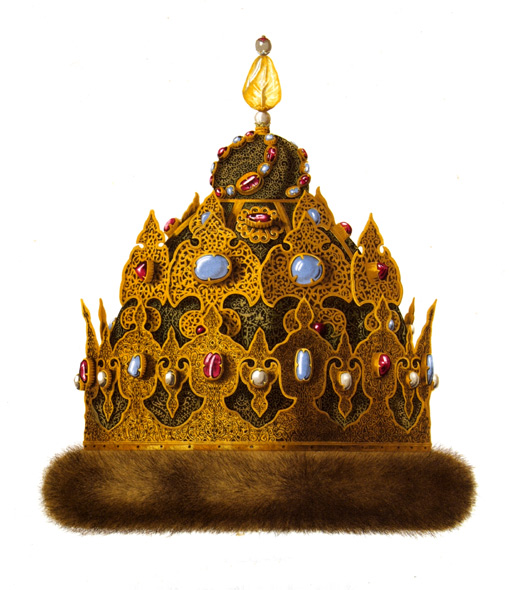
Couronne du Khan de Kazan - in Древности Российского государства (Antiquités de la terre de Russie)
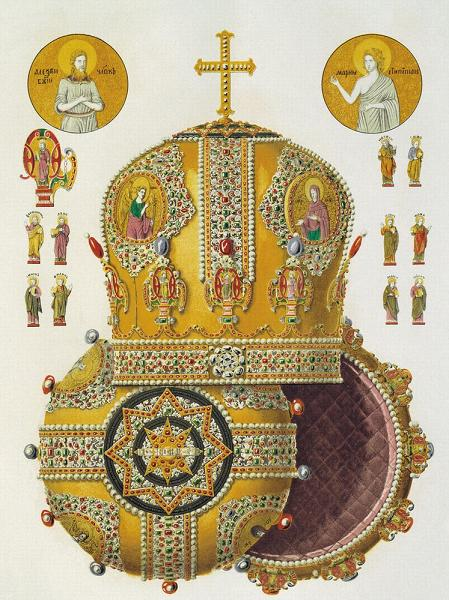
Couronne-mitre du patriarche Nikon - in Древности Российского государства (Antiquités de la terre de Russie)
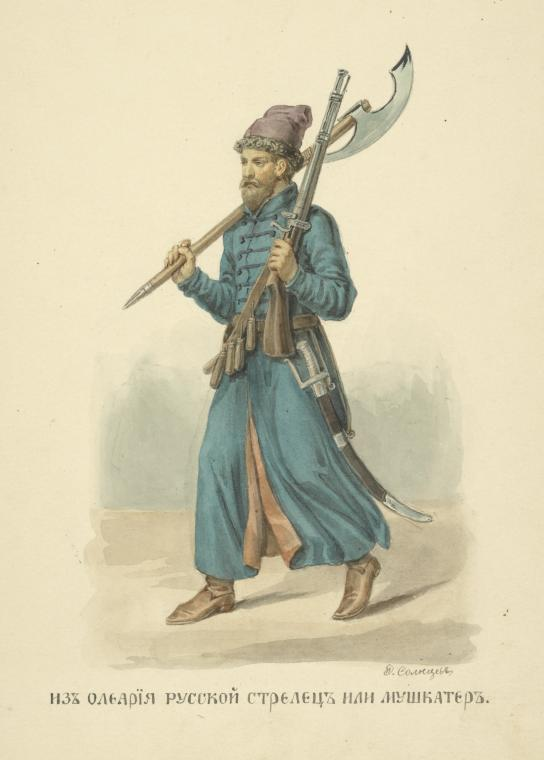
Arquebusier des Streltsy
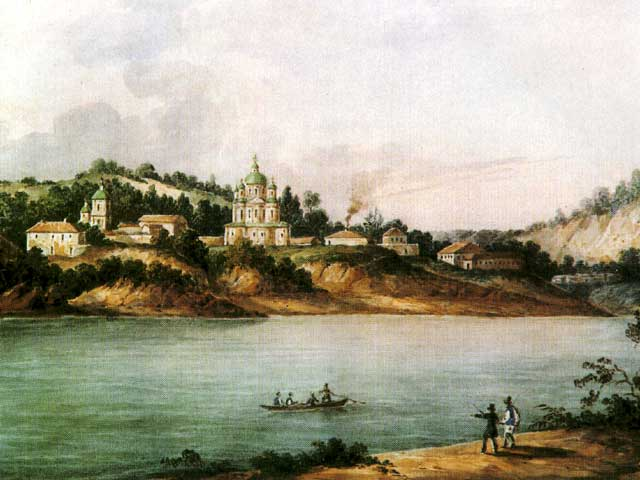
Le Monastère Méjigirski en 1843